# Минское (Костанайская область)
Минское (каз. Минский) — упразднённое село в Сарыкольском районе Костанайской области Казахстана. Ликвидировано в 2009 г. Входило в состав Барвиновского сельского округа. 

## Население
В 1999 году население села составляло 17 человек (5 мужчин и 12 женщин).